# رباط زین‌الدین

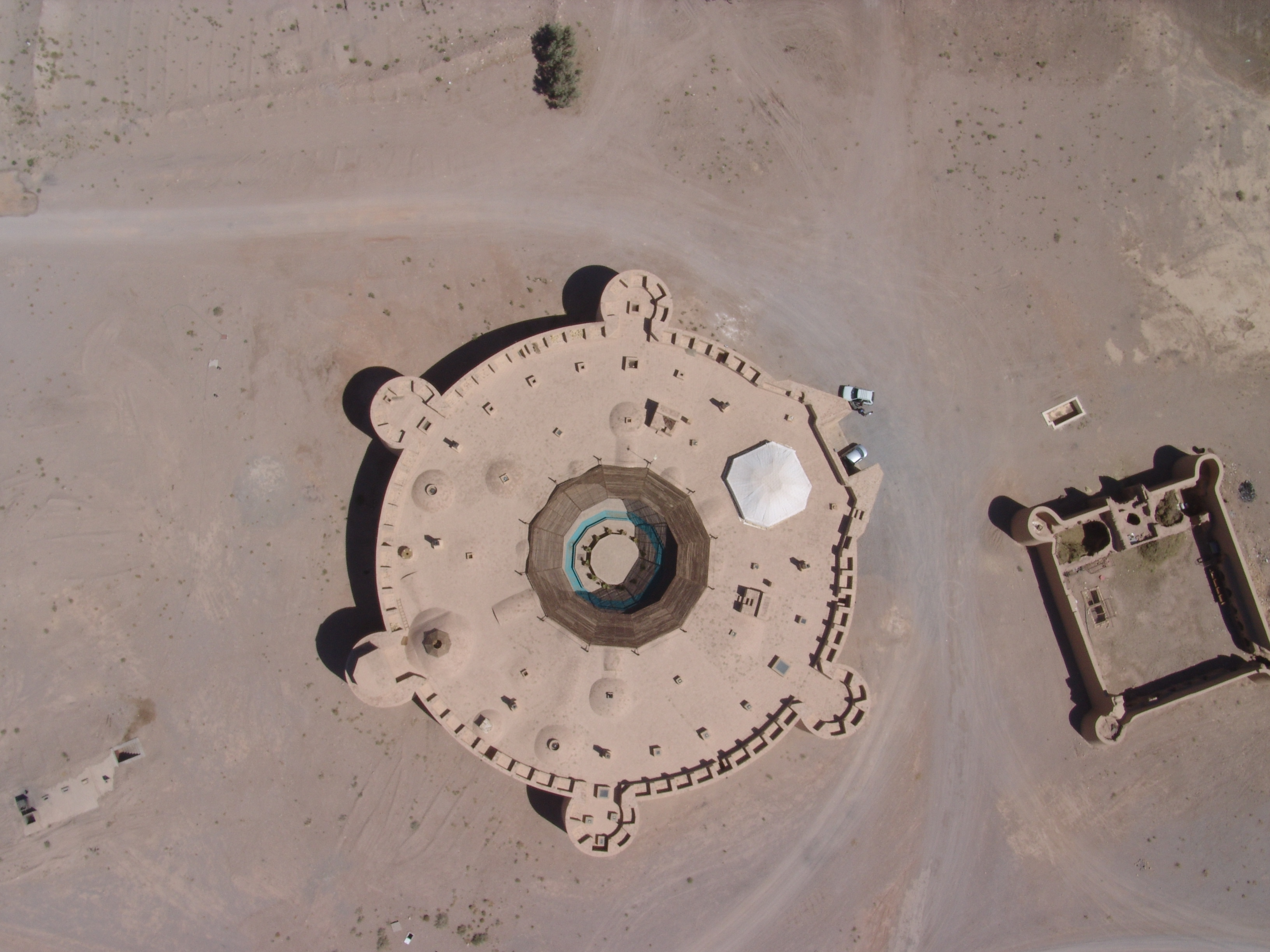
نمای هوایی رباط زین‌الدین.

رباط زین‌الدین یا کاروانسرای زین‌الدین از بناهای مربوط به دوره صفوی است که در سده دهم هجری به دستور زین‌الدین گنجعلی خان ریگ حکمران کرمان و به فرمان شاه عباس ساخته شده‌است.

## موقعیت
این بنا در ۶۰ کیلومتری جاده یزد به کرمان واقع شده‌است و
در فاصله ۵۰۰ متری از جاده قرار دارد

## ویژگی‌ها
رباط زین‌الدین در کنار کاروانسرای تاج‌آباد و زیزه از معدود کاروانسراهای مدور ایرانی است. این بنا در گذشته جای استقرار تفنگچیان و نگهبانان بوده و هم‌اکنون با حفظ معماری پیشینش، هتل گردشگران در یزد شده‌است.
نقشه این کاروانسرا به شکل دایره است و از بارزترین مشخصه این بنا می‌توان به قرینه بودن شرق و غرب آن اشاره کرد و آب آن نیز از چشمه تأمین می‌شد که امروزه نیز وجود دارد. این کاروانسرا دارای پنج برج نیم دایره است که به دیواره هشت متری آن پیوسته‌اند. پس از سر در نسبتاً پهن ضلع جنوبی، هشتی و سپس صحن دوازده ضلعی قرار دارد. در اطراف صحن، رواق‌های سکوداری وجود دارد و در انتهای هر رواق اتاق‌هایی مشابه دیده می‌شود. در طرفین هشتی ورودی و پشت اتاق‌ها، راهروهای وسیع و طولانی قرار دارد که اصطبل چهارپایان بود. فضای ضلع شمالی بنا- گویا شاه نشین- دارای سقفی بلند با کاربندی است. کنگره‌ها و تیراندازهای لبه بام، ترکیب انحنای برج و دیواره‌ها و نمای تمام آجر آن، چهره خاصی به این کاروانسرا بخشیده‌است.
مصالح بنا از آجر است و در درون بنا عمدتاً از تزیینات آجر در نما استفاده شده که تابع طرح ۱۲ ضلعی حیاط یا صحن مرکزی آن است. قسمت شاه‌نشین در بدنه و سقف دارای اندود گچ و کاربندی است.

## ثبت آثار ملی
این اثر در تاریخ ۲۸ مرداد ۱۳۵۱ با شمارهٔ ثبت ۹۲۶ به‌عنوان یکی از آثار ملی ایران به ثبت رسیده‌است.

## بازسازی و نوسازی
این بنای تاریخی با بازسازی و نوسازی و تغییر کاربری به گردشگری، به محل مناسبی برای اسکان و پذیرایی گردشگران تبدیل شده‌است. این کاروانسرا در سال ۲۰۰۶ دیپلم افتخار یونسکو به دلیل «احیا و ساماندهی با بهره‌گیری از مصالح سنتی» دریافت کرد.

## ثبت در فهرست میراث جهانی
در ۲۶ شهریور ۱۴۰۲ در جریان چهل و پنجمین اجلاس کمیته میراث جهانی یونسکو در ریاض، رباط زین‌الدین به‌همراه ۵۳ کاروانسرای تاریخی دیگر (جمعاً ۵۴ کاروانسرا در ۲۴ استان ایران) تحت عنوان کاروانسراهای ایرانی در فهرست میراث جهانی قرار گرفتند. این مجموعه جهانی به عنوان بیستمین و هفتمین اثر جهانی کشور ایران شناخته می‌شود.

## نگارخانه

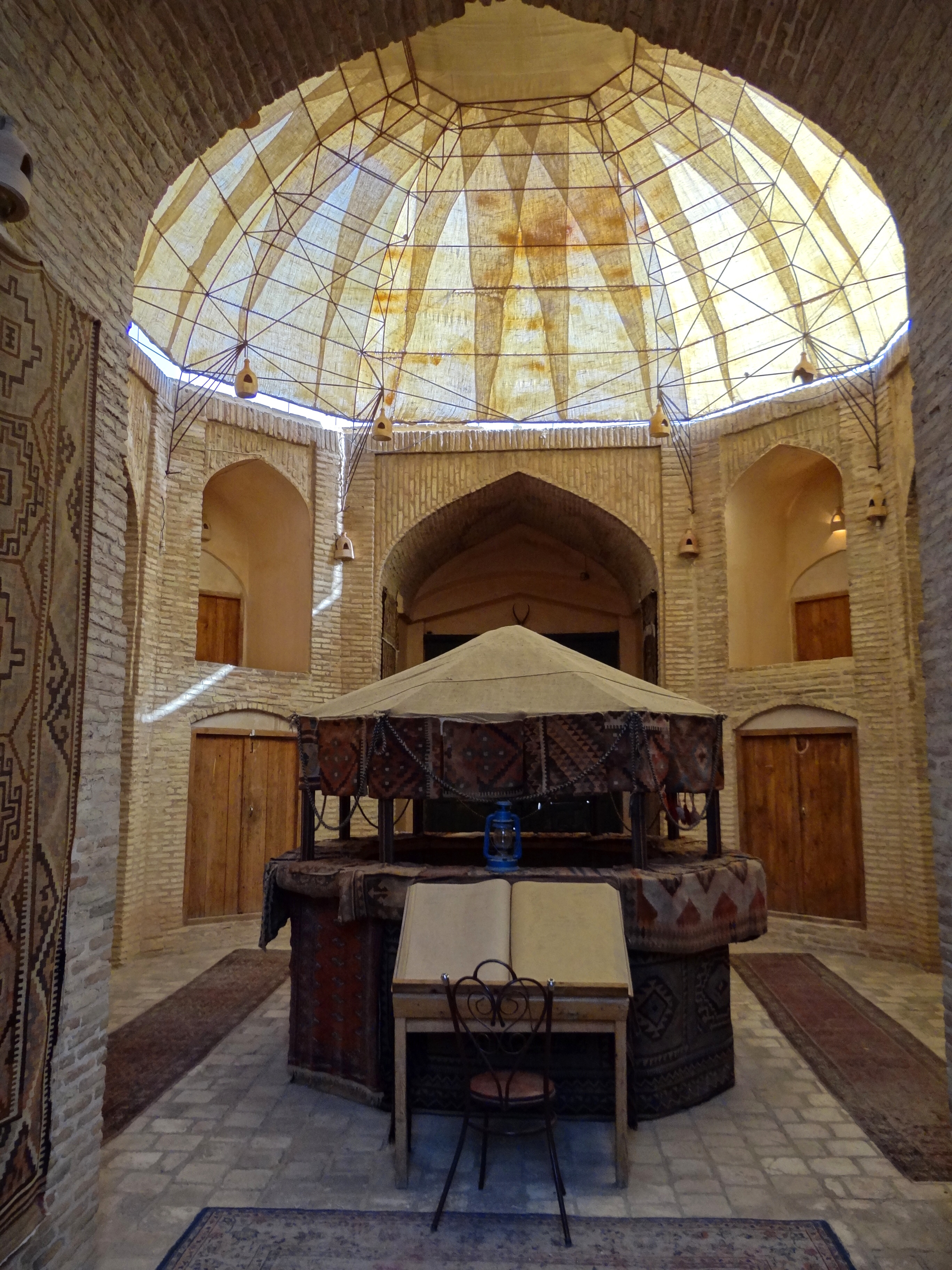
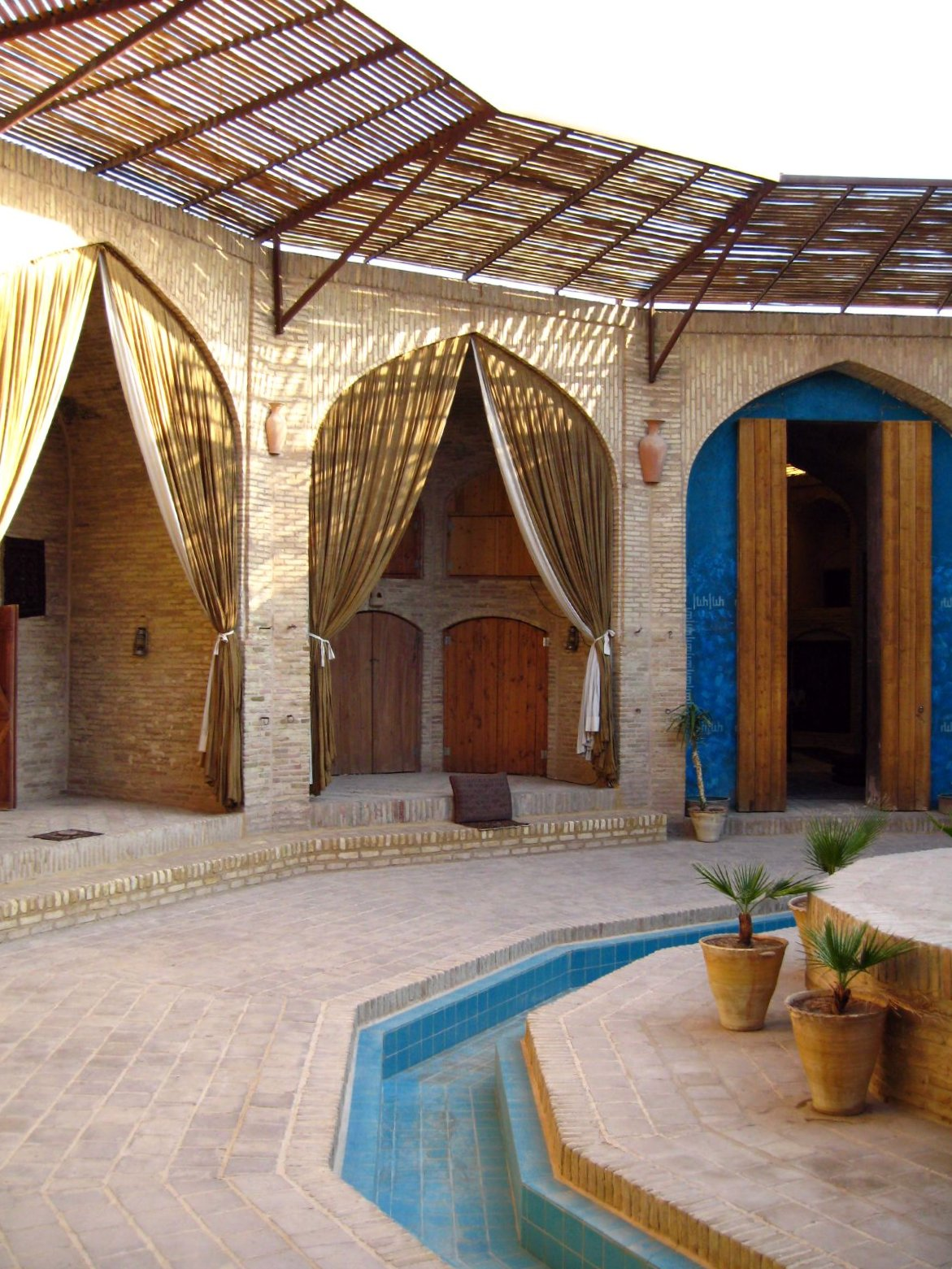
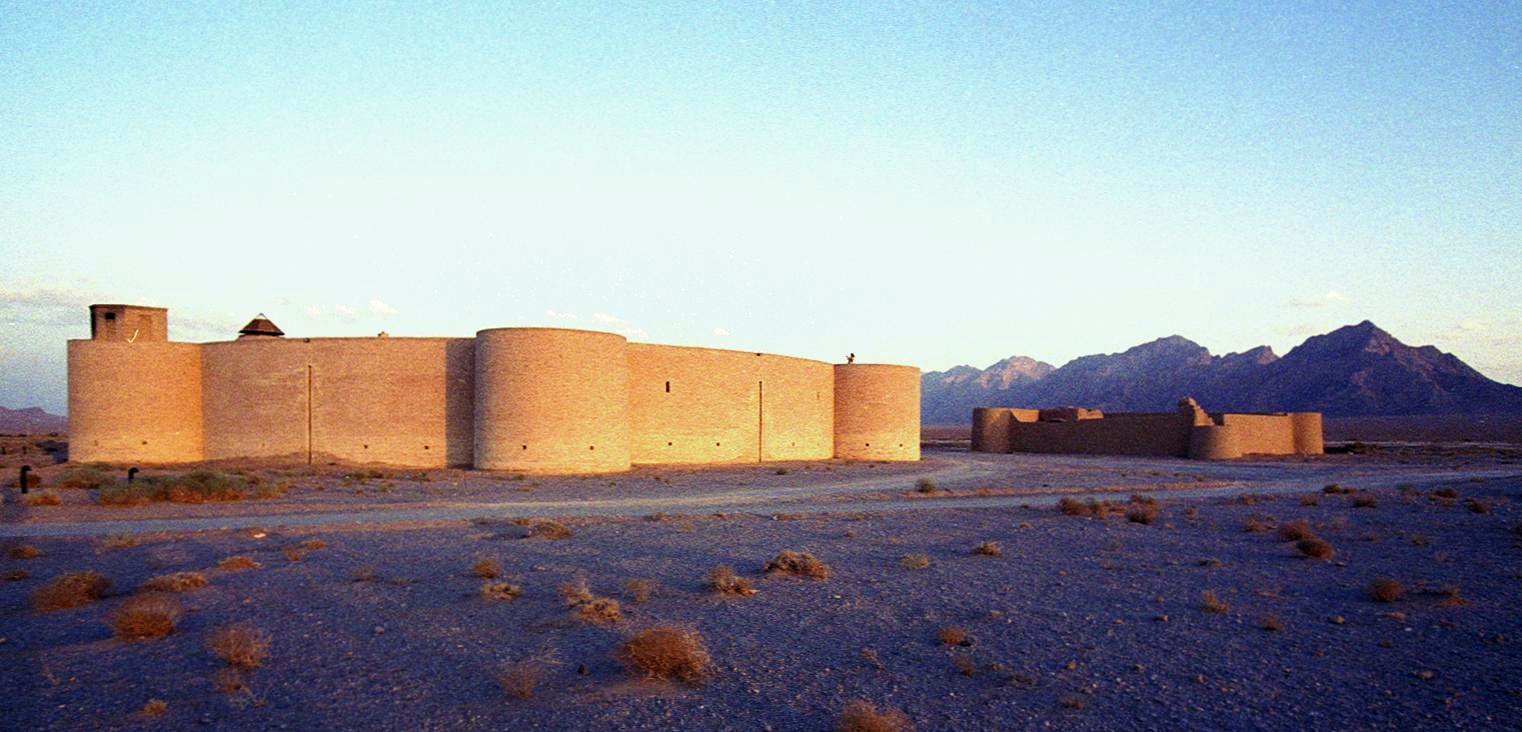
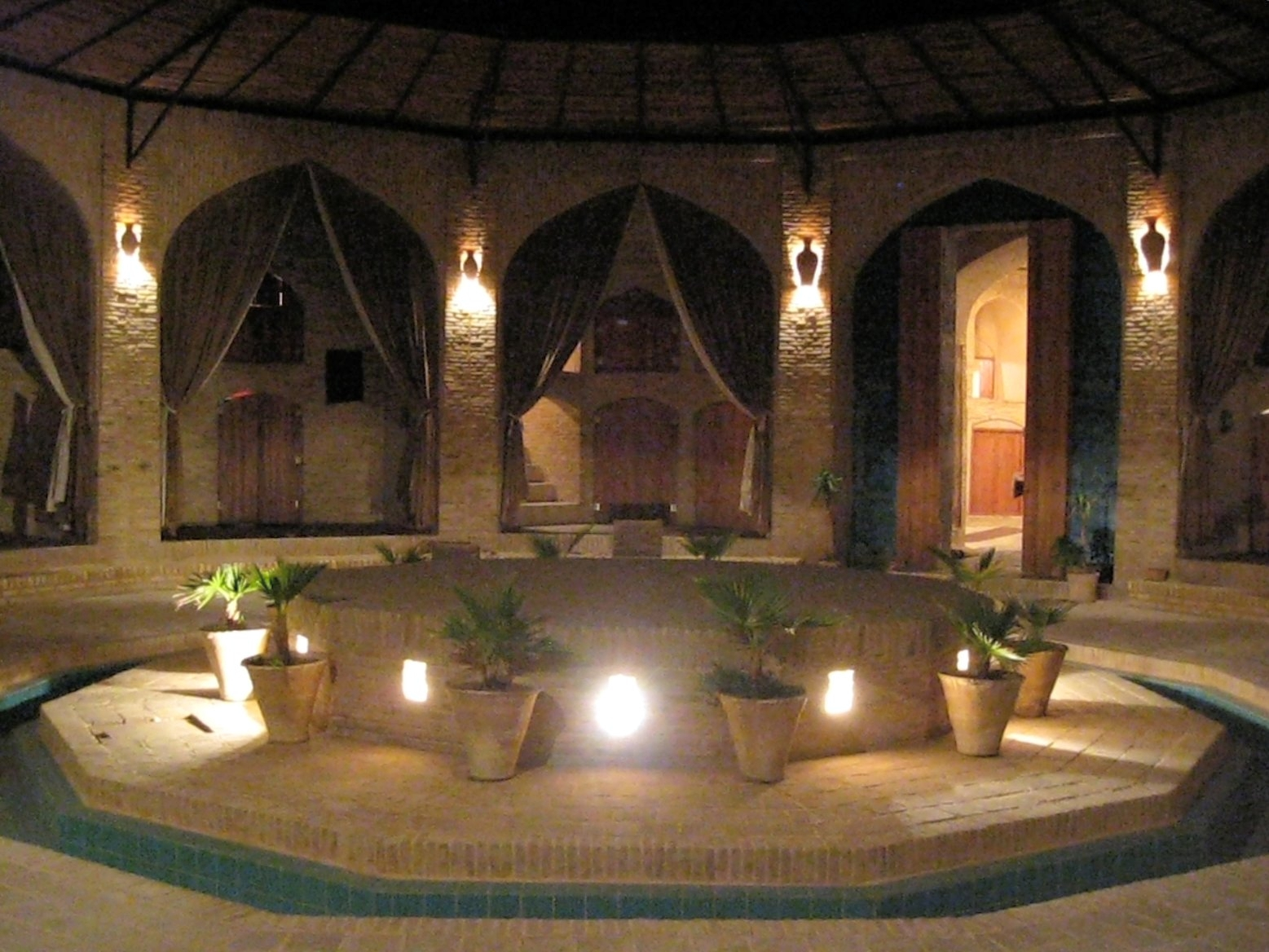
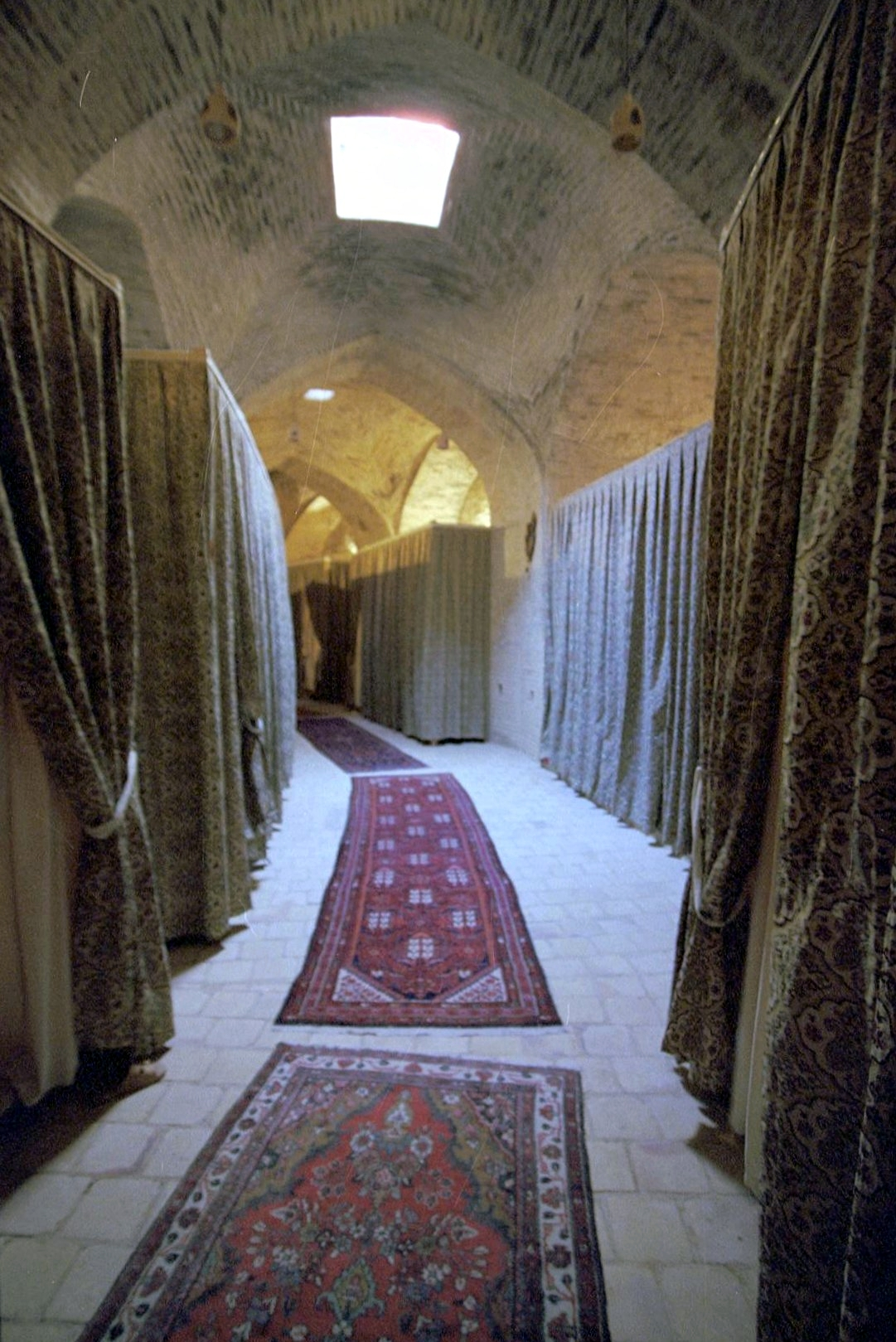
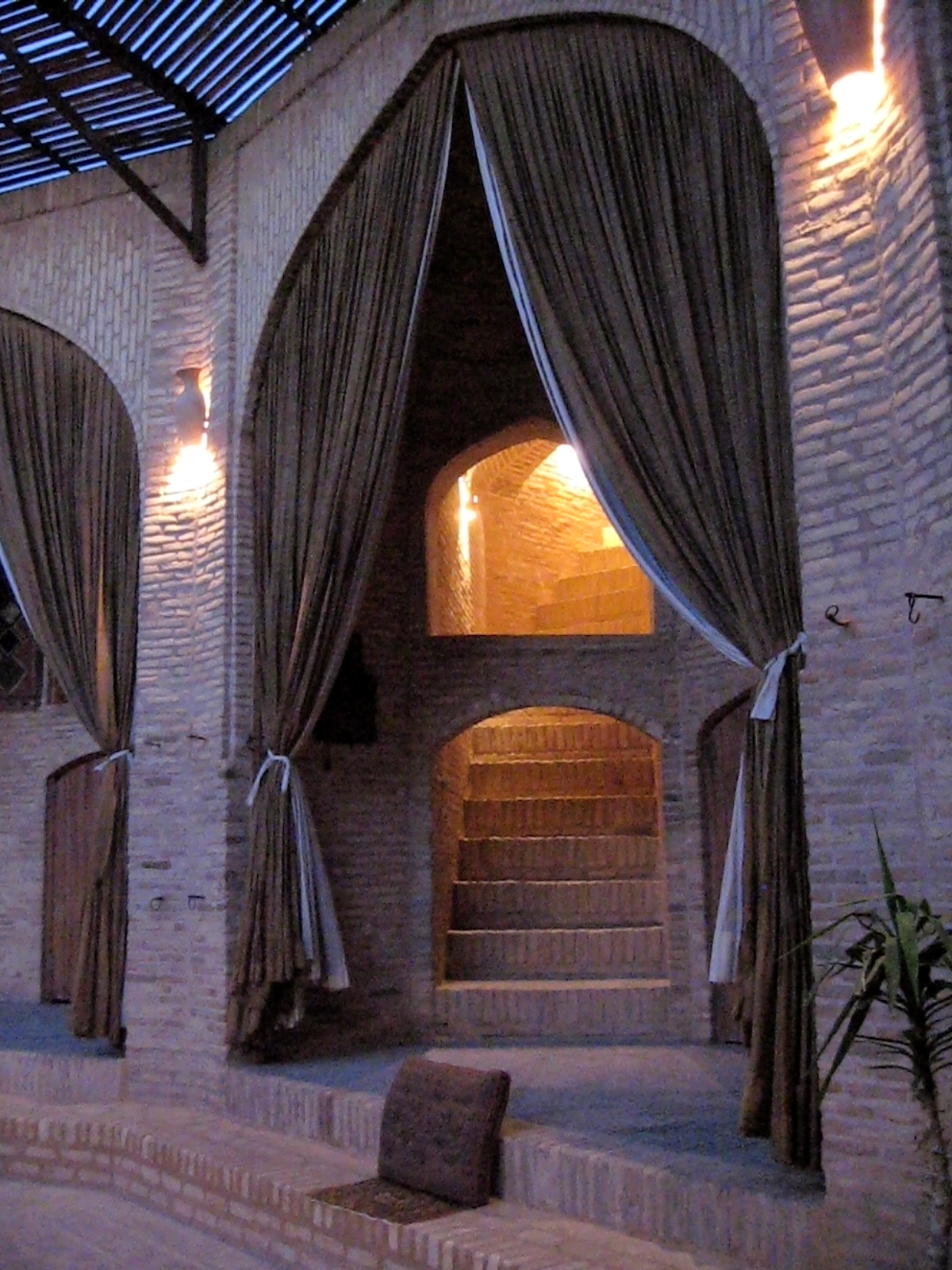
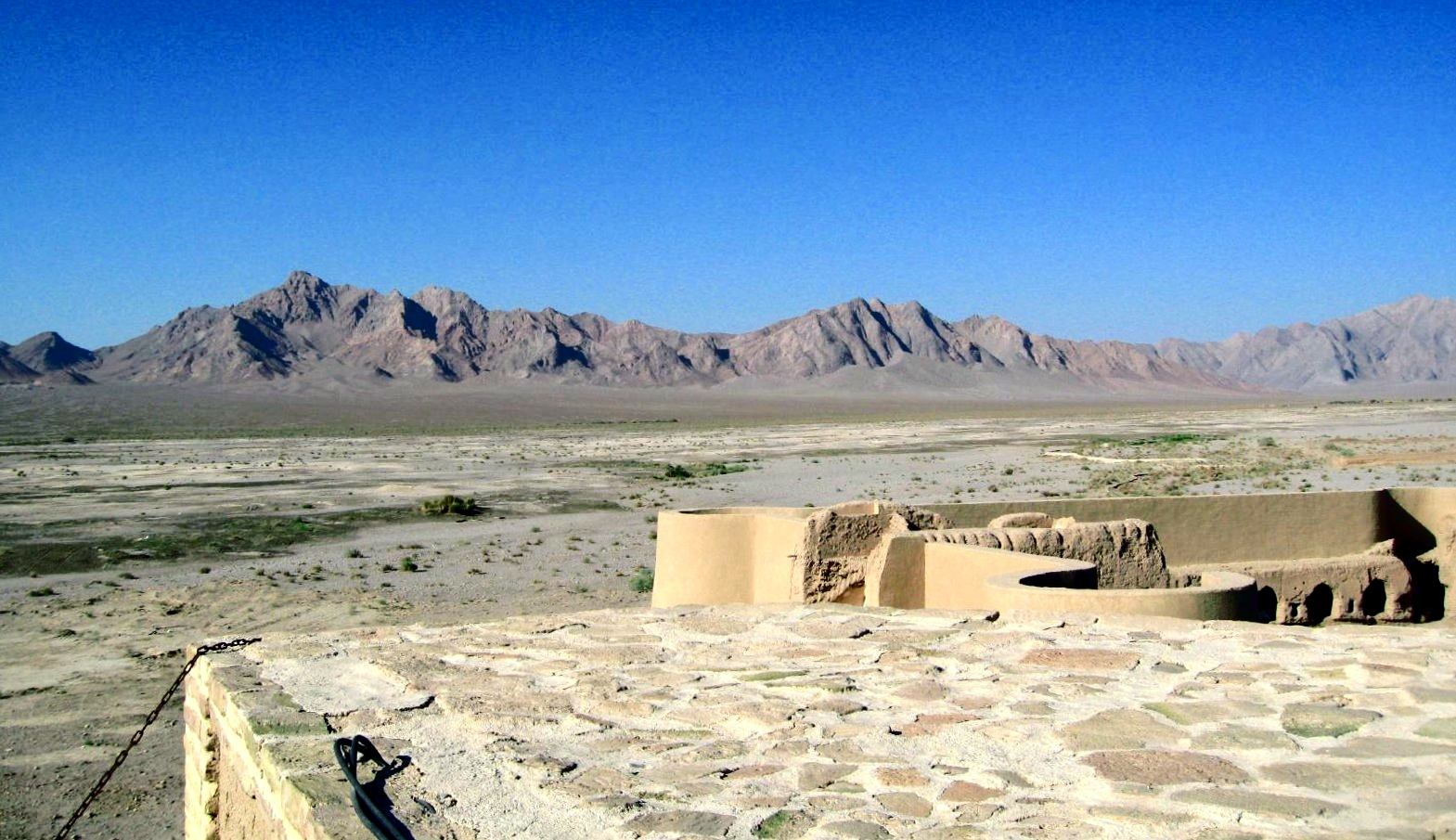
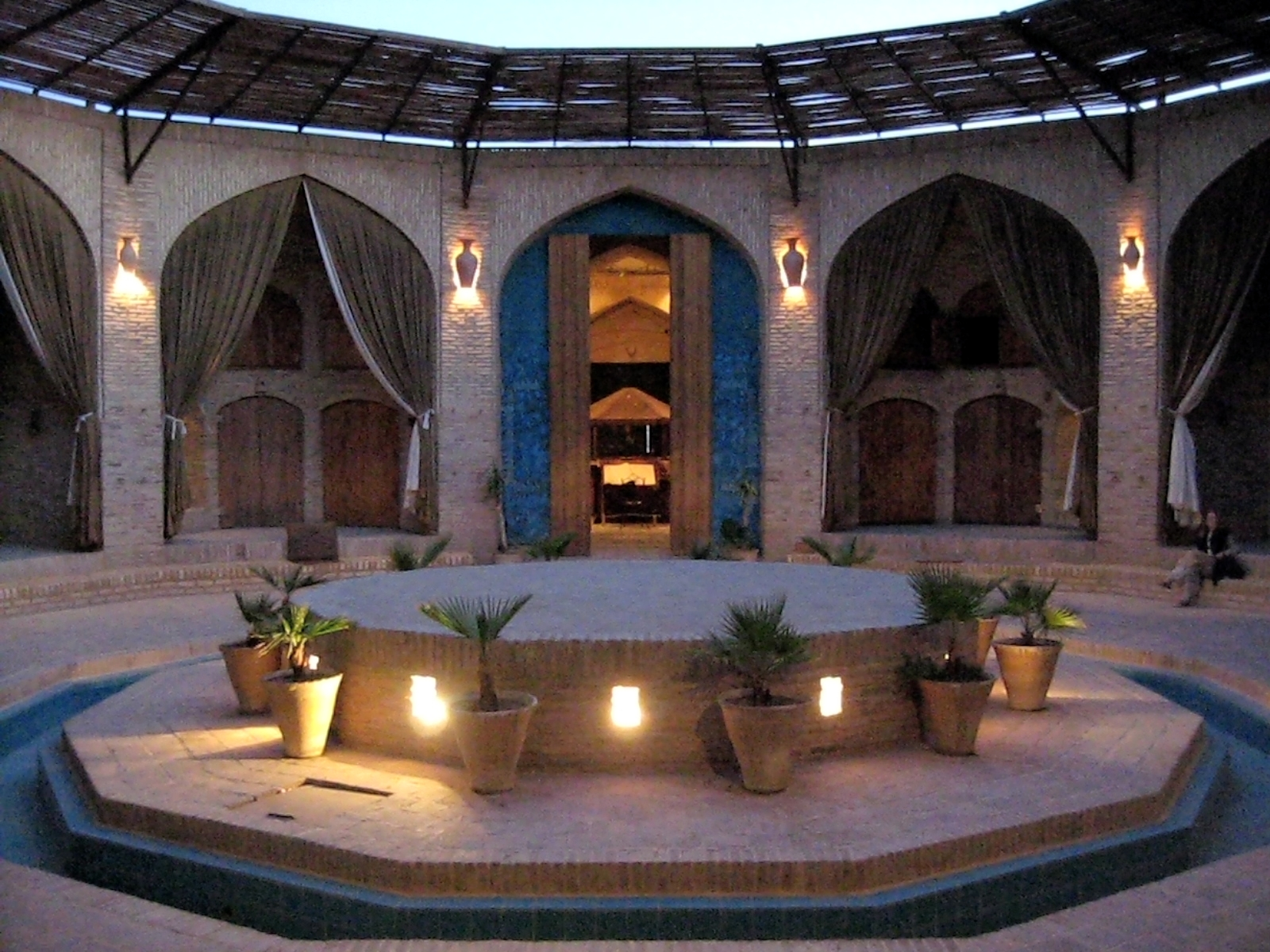
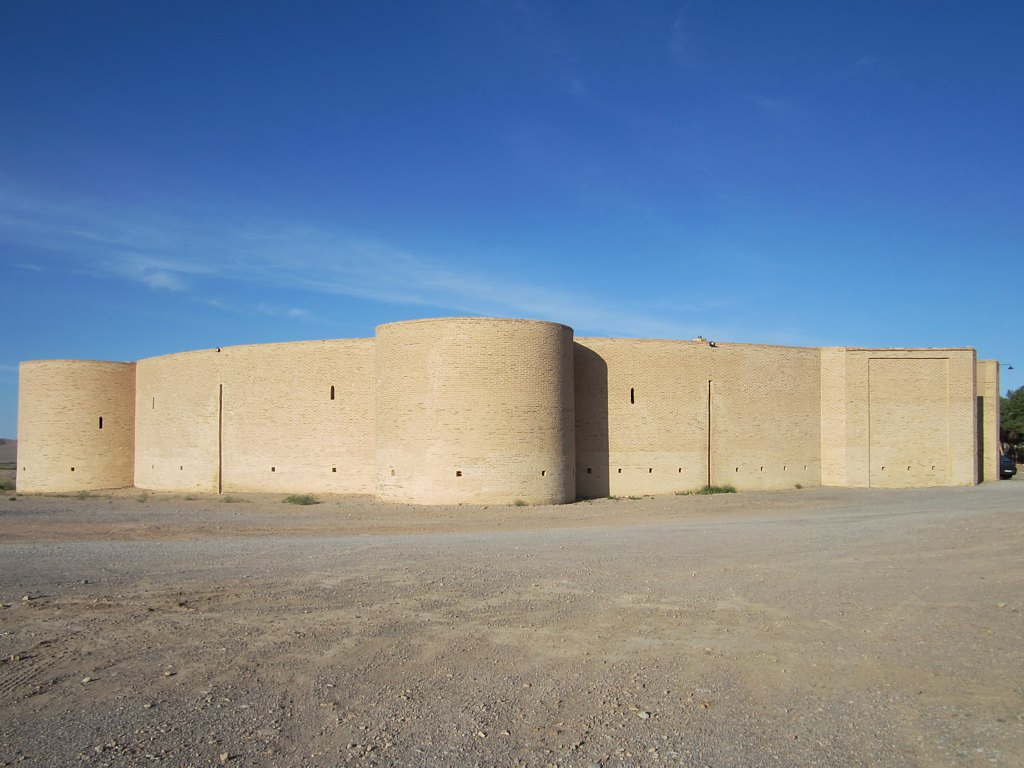
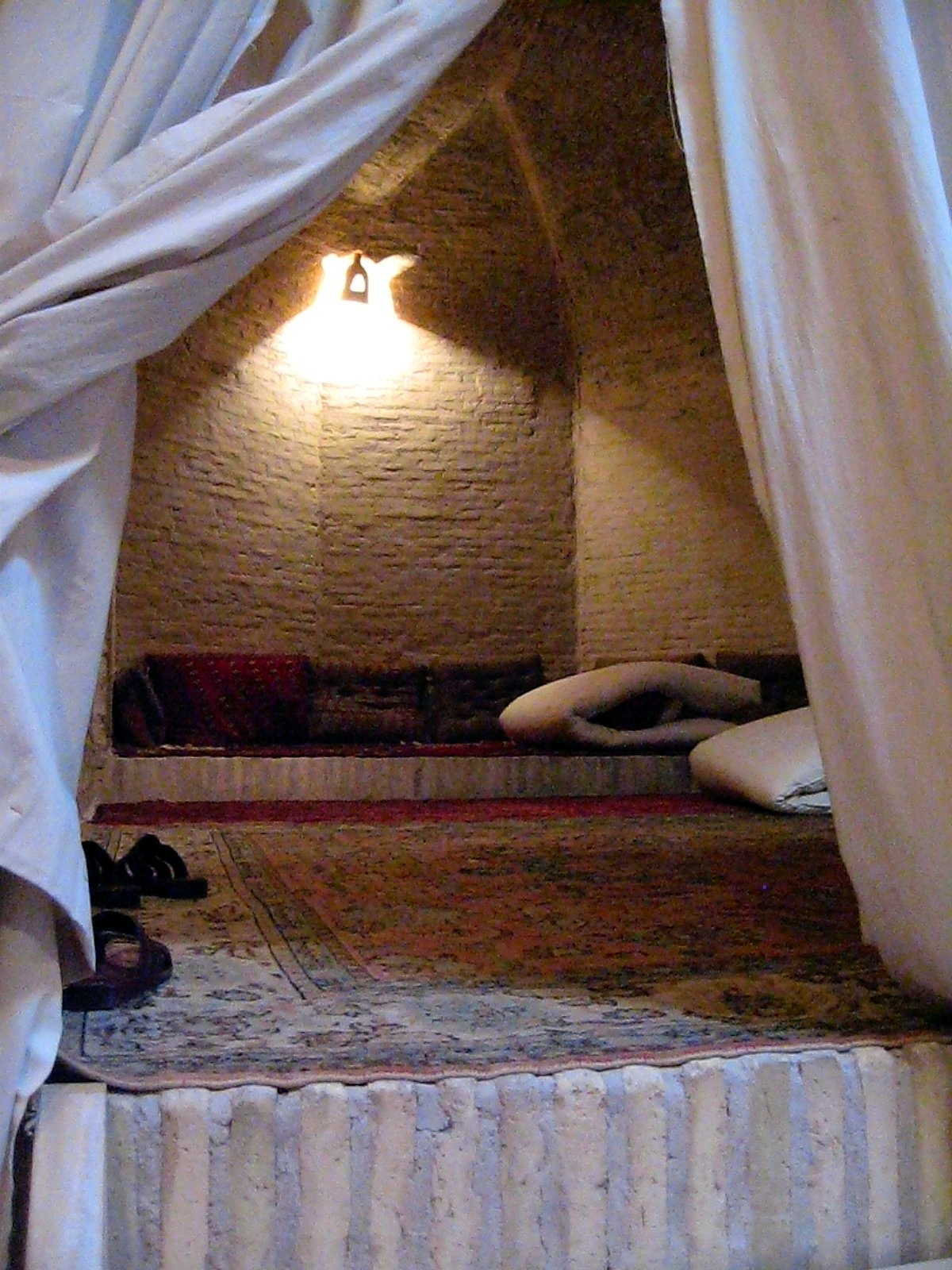
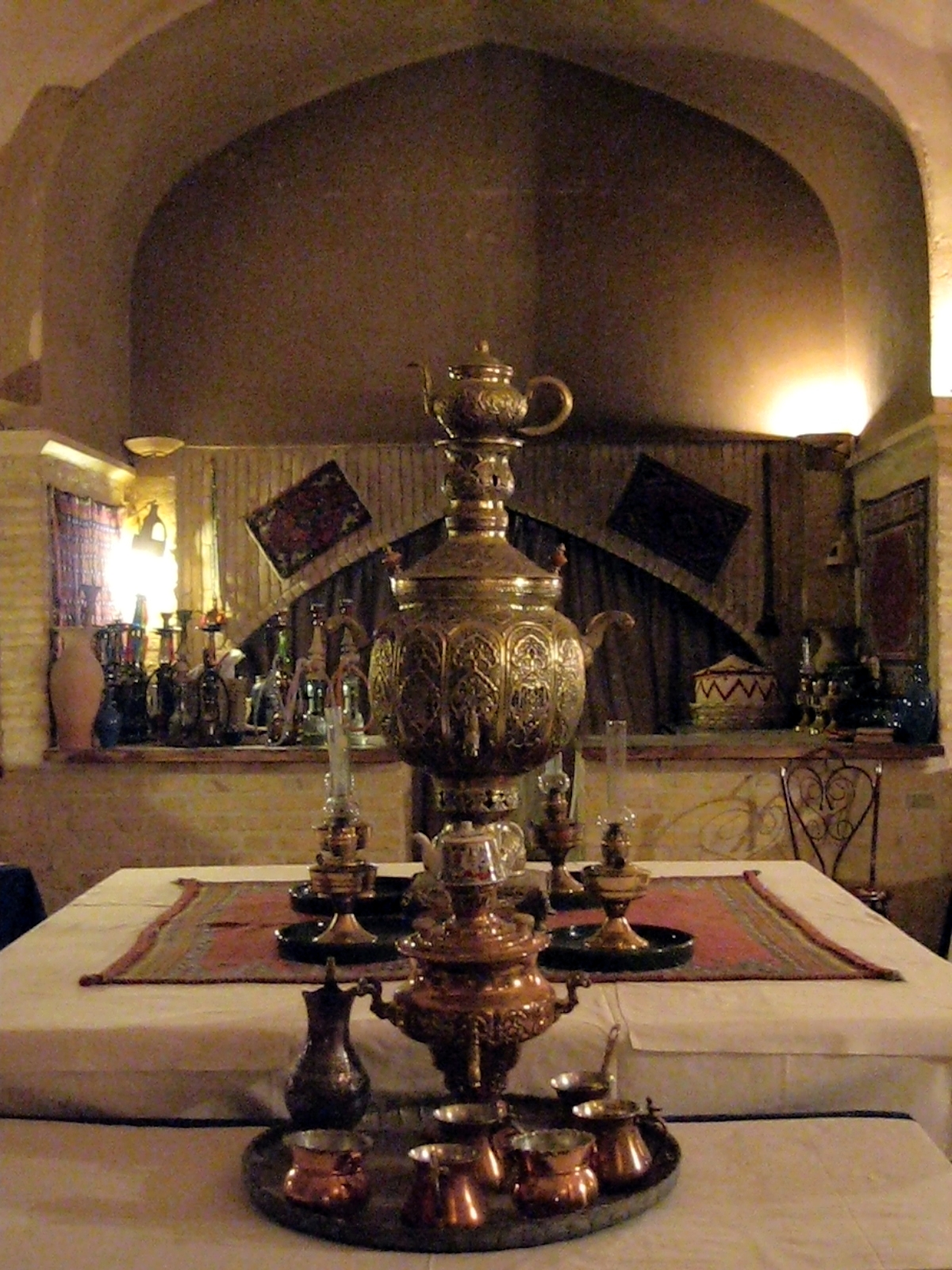
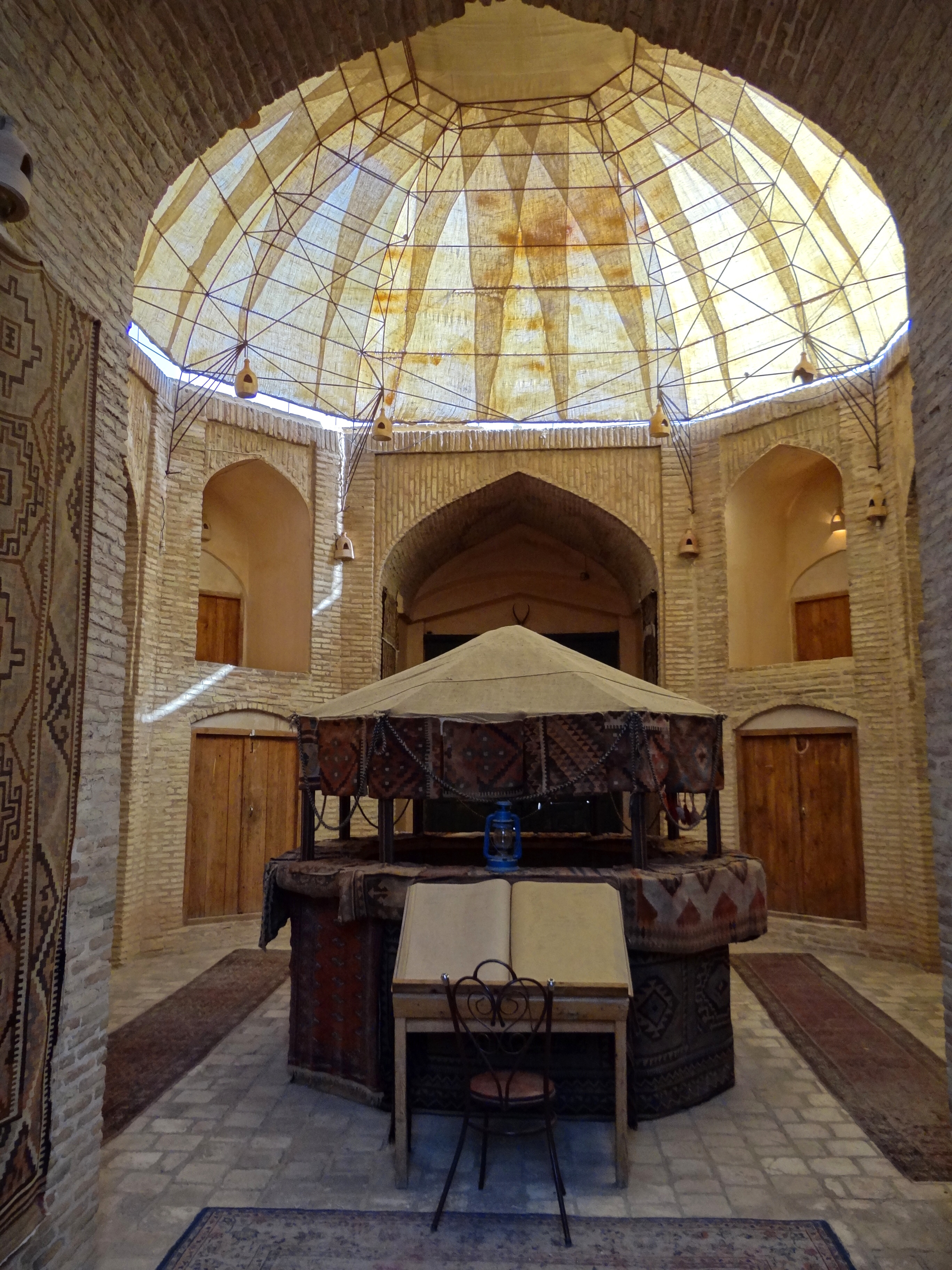
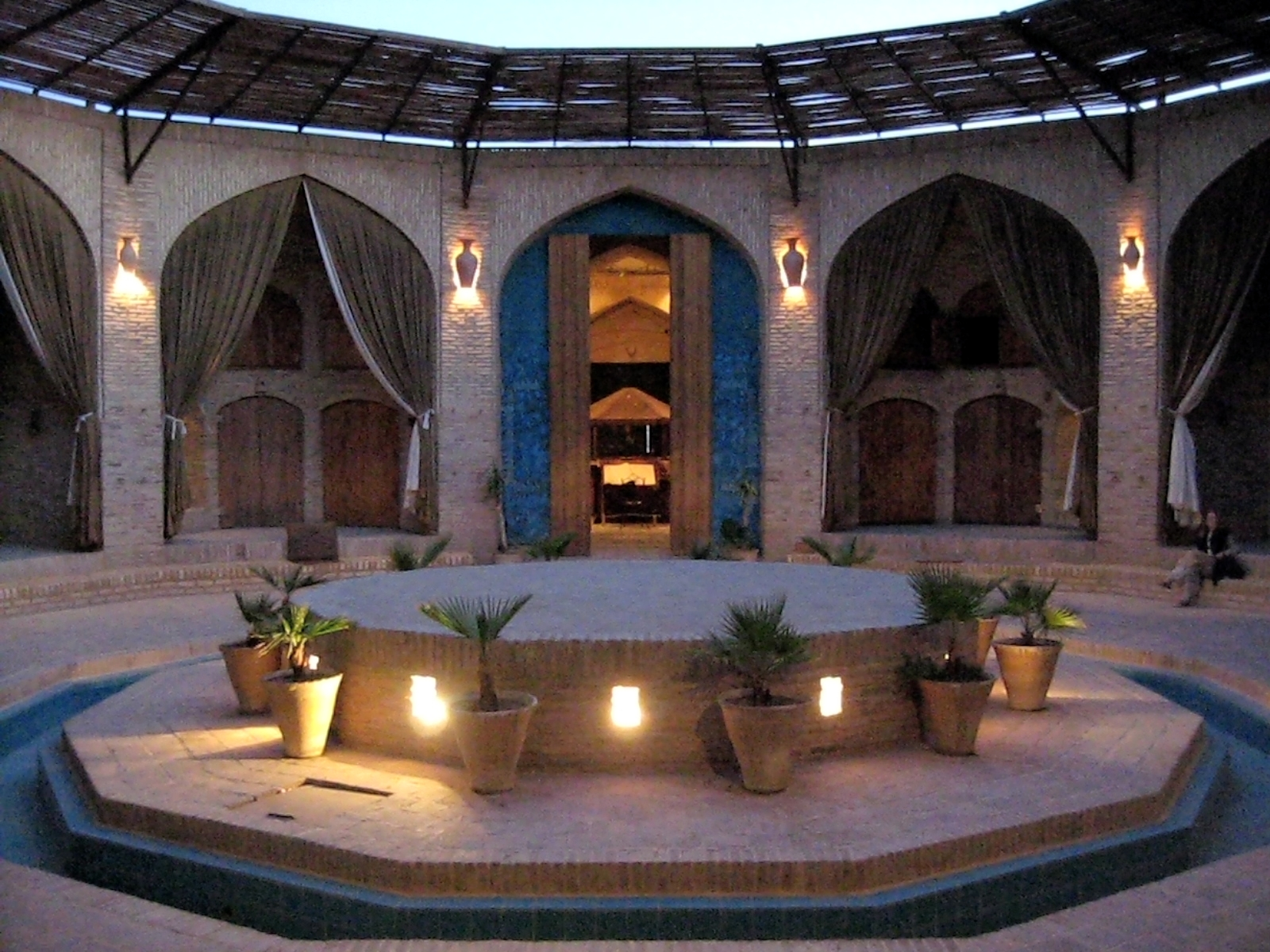
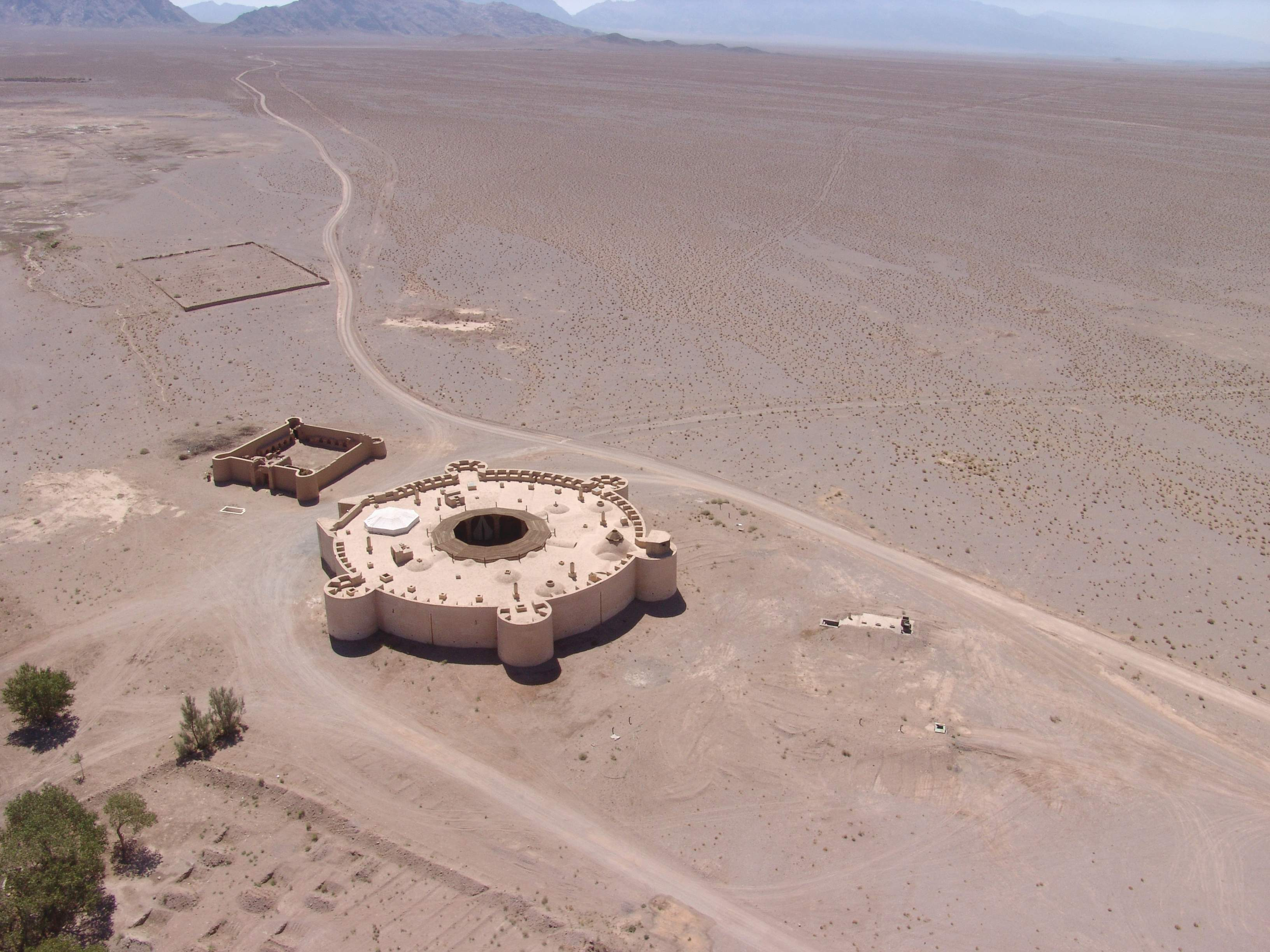